# Línea Tectónica Media Japonesa

Línea tectónica media japonesa (中央構造線 Chuo Kozo Sen?), también llamada Línea tectónica media (LTM o MTL por sus siglas en inglés.), es el sistema de fallas más largo de Japón. Está conectada con la Línea Tectónica de Itoigawa-Shizuoka, representada con líneas azules en el mapa, y con la fossa magna, área marcada en rosa.  

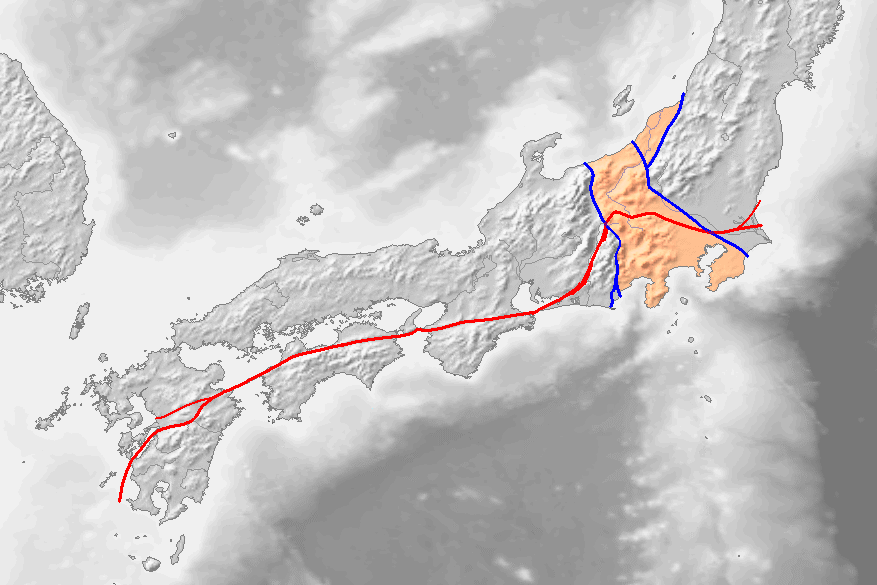
La línea roja representa la LTM

La LTM comienza, de este a oeste, cerca de la prefectura de Ibaraki, recorre la parte central de la isla Honshū hasta cerca de Nagoya, pasando por la bahía de Mikawa, donde atraviesa el mar interior de Seto desde el canal Kii y el estrecho de Naruto hacia Shikoku, a lo largo de la península de Sadamisaki y el canal Bungo. Finalmente pasa por el estrecho de Hōyo hasta la isla Kyūshū.
- Datos: Q1185053
- Multimedia: Median Tectonic Line / Q1185053